# Лорета Јанг
Лорета Јанг (енгл. Loretta Young; Солт Лејк Сити, 6. јануар 1913 — Лос Анђелес, 12. август 2000) је била америчка глумица. Године 1947. је добила Оскара за најбољу главну глумицу у филму Фармерова кћи.